# Siegfried Sack (Künstler)
 Siegfried Sack  (* 25. März 1938 in Hindenburg in Oberschlesien), gestorben am 9. April 2024 in Dresden, war ein deutscher Kunsterzieher, Lehrer, Plastiker und Kunstmaler.

## Leben
Nach seiner Schulausbildung in Dresden absolvierte er in den Jahren 1952 bis 1954 eine dreijährige Lehrausbildung zum Betriebsschlosser. Anschließend arbeitete er in den Berufen Dreher, Schmied und Schweißer. In den Jahren 1958 bis 1960 war er als Maschinenschlosser und Dreher tätig. In dieser Zeit erfolgte eine erste Teilnahme einer Ausstellung über bildnerisches Volksschaffen in Schwarzenberg im Erzgebirge. In den Jahren von 1960 bis 1965 studierte er an der Pädagogischen Hochschule in Dresden in der Fachkombinationen Kunsterziehung und Deutsch. Dabei beteiligte er sich an dem Studienzirkel Malerei. In der Zeit waren seine Lehrer Jutta Damme, Herbert Schmidt-Walter, Ernst Fechter, Gerhard Kettner und Klaus Weidensdorfer. In den Jahren von 1965 bis 1977 arbeitete er als Kunsterzieher an der 2. Polytechnischen Oberschule Dresden und später an der 19. Polytechnischen Oberschule. Als Leiter des künstlerischen Zirkels im Haus der Lehrer in Dresden arbeitete er in der Zeit von 1968 bis 1989. In den Jahren von 1969 bis 1977 war er Leiter einer Förderklasse an der Hochschule für bildende Künste in Dresden für autodidaktischen Auseinandersetzungen mit figürlich-plastischer Gestaltung nach Ideen von Manfred Bayer. Anschließend arbeitete er als Lehrer im Hochschuldienst an der Pädagogischen Hochschule Dresden in den Fächern Bildende Kunst und Gestaltungstheorie im Fach Plastik. Von dem Jahr 1992 bis zu seiner Pensionierung im Jahr 2003 war er Lehrkraft an der TU Dresden für Graphik und Plastik. Er wohnt in Dresden.
Eines seiner letzten bedeutenden Werke findet man im Weberbau der TU Dresden (am Weberplatz 5). Mit einem dreiteiligen Relief wird die Wissenschaftlerin Maria Reiche gewürdigt. Auf der Grundlage ihres Studiums erforschte sie die Linien und Bodenzeichnungen von Nasca in Peru.

## Werke, Auswahl
- 2001: Gemälde Dresden-Striesen, Acryl, Dresden
- 2003: Dreiteiliges Holzrelief Maria Reiche, TU Dresden (am Weberplatz 5)[3]
- 2010 erwarb die Kirchengemeinde Seehausen bei Wanzleben-Börde einige Plastiken, welche im Altarraum stehen und eine besondere Art der Verkündigung darstellen.[4]